# Flaming Pie
Flaming Pie (englisch für „brennender Kuchen“) ist das elfte Soloalbum von Paul McCartney. Gleichzeitig ist es einschließlich der Wings-Alben, der Fireman-Alben, der klassischen Alben, der Livealben und Kompilationsalben das 27. Album von Paul McCartney nach Auflösung der Band The Beatles. Es wurde am 5. Mai 1997 in Großbritannien und am 20. Mai 1997 in den USA veröffentlicht.

## Entstehung
Aufgrund zahlreicher anderer Projekte konnte McCartney seit seinem letzten Hauptprojekt Off the Ground aus dem Jahr 1993 und seiner anschließenden New World Tournee, die sich bis zum Dezember 1993 erstreckte, kein Album mehr herausbringen. Insbesondere durch seine Arbeit an der Beatles Anthology im Jahr 1994 und Anfang 1995 wurde er sich seiner alten Qualitäten bewusst und startete 1995 mit einem neuen Album, das später zu Flaming Pie wurde und mit einigen Liedern an die Musik der Beatles erinnert. McCartney sagte zum Album: „Ich kam von der Beatles-Anthology mit dem Drang, neue Musik zu machen. Die Anthology war sehr gut für mich, weil sie mich an die Beatles-Standards erinnerte und an die Standards, die wir mit den Songs erreicht haben. In gewisser Weise war es also ein Auffrischungskurs, der den Rahmen für dieses Album bildete. Ich überprüfte die Songs in meinem eigenen Kopf mit einigen der frühen Beatles-Sachen, weil ich gerade die Anthology gemacht hatte und es überraschte mich, wie einfach und doch vollständig einige der frühen Beatles-Werke waren. Ich sah keinen Grund, warum meine neuen Sachen nicht genauso einfach und vollständig sein sollten.“
Am 28. Januar 1995 nahm Paul McCartney mit Yoko Ono, Sean Lennon, Linda McCartney und seinen vier Kindern das Lied Hiroshima Sky Is Always Blue auf, das im japanischen Radio ausgestrahlt wurde und auf Bootlegs erhältlich ist. Am 23. März 1995 folgte ein Konzert mit Paul McCartney, Elvis Costello, Willard White, Michael Pollock, Sally Burgess und weiteren Interpreten unter dem Titel An Evening with Paul McCartney & Friends, das am 17. April 1995 im britischen Radio gesendet wurde. Am 21. April 1995 wurde vom Konzert eine 5″-CD-Single mit dem Titel Paul McCartney’s A Leaf veröffentlicht, die Interpretin des von Paul McCartney komponierten Klavierstücks war Anya Alexeyev.
Die ältesten Aufnahmen auf dem Album Flaming Pie, die Lieder Calico Skies und Great Day, die von Paul McCartney und George Martin produziert wurden, stammen vom September 1992. Weitere Aufnahmen erfolgten erst im Jahr 1995, allerdings hatte sich die Begleitband, die er für Flowers in the Dirt und seine restliche Arbeit in den frühen 1990er Jahren formiert hatte, bereits aufgelöst. So spielte Paul McCartney einige Instrumente selbst und lud zur weiteren Ausarbeitung und Untermalung des Albums einige Freunde und Familienmitglieder wie Ringo Starr und seinen Sohn James McCartney, der darauf sein kommerzielles Debüt hatte, ein. Produziert wurde es von Paul McCartney selbst und Jeff Lynne.
Ab dem 22. Februar 1995 erfolgten eine Woche lang Aufnahmen mit Steve Miller, mit dem Paul McCartney im Jahr 1969 unter dem Pseudonym Paul Ramon das Lied My Dark Hour aufgenommen hatte, das auf dem Steve-Miller-Album Brave New Word im Juni 1969 erschienen war. Die Aufnahmen fanden in Steve Millers Studio in Sun Valley (Idaho) statt. Die Aufnahmen mit Steve Miller wurden im Mai 1995 in Paul McCartneys Studio fortgesetzt, so dass die Lieder Young Boy, Broomstick, Used to be Bad und If You Wanna fertiggestellt werden konnten. Die Lieder (Sweet Home) Country Girl und Soul Boy wurden nicht verwendet.
Vom 1. bis zum 3. November 1995 produzierte Paul McCartney das von ihm komponierte und gesungene Lied Somedays.
Nach dieser Aufnahme wurde Jeff Lynne vom 6. bis 24. November weiterer Produzent und Gastmusiker, und bis Anfang Dezember 1995 – ohne Lynne – wurden die Lieder The Song We Were Singing, The World Tonight und Little Willow aufgenommen. Im Februar 1996 folgten Aufnahmen der Lieder Flaming Pie und Souvenir sowie der Fertigstellung der Aufnahmen vom November/Dezember 1995. Im Mai 1996 folgten die Lieder Beautiful Night, Really Love You und Looking For You mit Ringo Starrs Beteiligung. Im September 1996 erfolgten die Aufnahme Heaven on Sunday mit James McCartney und die Abmischung des Albums. Das letzte Overdub war ein 38-köpfiges Orchester am 14. Februar 1997, das eine Partitur von George Martin für den Song Beautiful Night spielte. Die endgültigen Mischungen wurden Anfang März 1997 fertiggestellt, und Geoff Emerick brachte die Masterbänder am 7. März zum Mastering nach New York.
Der Name des Albums leitet sich von einem Artikel John Lennons ab, den dieser 1961 für das Liverpooler Musikmagazin Mersey Beat schrieb.

“Many people ask what are Beatles? Why Beatles? Ugh, Beatles, how did the name arrive? So we will tell you. It came in a vision – a man appeared on a flaming pie and said unto them ‘From this day on you are Beatles with an A’. ‘Thank you, Mister Man’, they said, thanking him.”

„Viele Leute fragen, was sind Beatles? Warum Beatles? Ugh, Beatles, wie kam es zu dem Namen? Das will ich euch erzählen. Es kam in einer Vision – ein Mann erschien auf einem brennenden Kuchen und sagte zu ihnen herab ‚Von diesem Tag an seid ihr Beatles mit einem A‘. ‚Danke, Herr Mann‘, sagten sie ihm dankend.“

Flaming Pie erschien am 5. Mai 1997. Es war das letzte Studioalbum Paul McCartneys, an dem seine Frau Linda, die ein Jahr später an Brustkrebs starb, musikalisch mitwirkte. McCartney veranstaltete einen Online-Chat, um die Veröffentlichung des Albums zu promoten. Weiterhin wurde ein Film über die Entstehung des Albums, In The World Tonight, im Mai in Großbritannien und den USA im Fernsehen gezeigt, und eine einstündige Radiodokumentation über das Album wurde von BBC Radio 2 ausgestrahlt.
Neben durchwegs positiver Rezeption durch Musikkritiker wurde das Album auch kommerziell ein großer Erfolg, so war es das erste Album seit Tug of War, das wieder die Top Ten der US-amerikanischen Billboard 200 erreichen konnte. Flaming Pie wurde bei den Grammy Awards 1998 für das Album des Jahres nominiert, verlor jedoch gegen Bob Dylans Time Out of Mind.

## Covergestaltung
Das Cover entwarf The Team. Die Coverfotos stammen von Linda McCartney. Der CD liegt ein 24-seitiges bebildertes Begleitheft bei, das Information zum Album, Notizen des Beatles-Historikers Mark Lewisohn und die Liedtexte enthält.

## Titelliste
1. The Song We Were Singing – 3:55
2. The World Tonight – 4:06
3. If You Wanna – 4:38
4. Somedays – 4:15
5. Young Boy – 3:54
6. Calico Skies – 2:32
7. Flaming Pie – 2:30
8. Heaven on a Sunday – 4:27
9. Used to Be Bad (Steve Miller, Paul McCartney) – 4:12
10. Souvenir – 3:42
11. Little Willow – 2:58
12. Really Love You (Paul McCartney, Richard Starkey) – 5:18
13. Beautiful Night – 5:09
14. Great Day – 2:10

## Informationen zu einzelnen Liedern
- Der älteste Song des Albums ist Great Day, der Anfang 1970 geschrieben wurde.
- Der Titel Somedays, nach einer wiederholt mehrere Strophen einleitenden Phrase im Lied benannt, wurde im Studio Hog Hill Mill (Sussex) und in den AIR Studios (London) aufgenommen.[8]
- Weitere, für das Album aufgenommene, aber nur als Single-B-Seiten verwendete Stücke waren Looking for You und Broomstick.
- Beautiful Night wurde erstmals im August 1986 mit Phil Ramone als Produzent aufgenommen, eine weitere Aufnahme erfolgte während der Arbeiten am Album Off the Ground.
- McCartney schrieb Little Willow in Erinnerung an die kurz zuvor verstorbene erste Ehefrau von Ringo Starr, Maureen Tigrett. Im Booklet widmete er das Stück ihren Kindern.
- The World Tonight wurde für den Soundtrack Ein Vater zuviel (Father’s Day) in einer anderen Abmischung verwendet.
- Calico Skies wurde in einer neuen Version im April 2003 auf dem Kompilationsalbum Hope – Warchild Album for the Children veröffentlicht. McCartney schrieb Calico Skies während der Ferien auf Long Island, die durch den Hurrikan Bob beeinträchtigt wurden.
- Souvenir enthält den Sound einer 78-rpm-Platte gegen Ende des Liedes.

## Wiederveröffentlichungen
- Im Mai 2007 wurde das Album im Download-Format veröffentlicht.

- Am 31. Juli 2020 wurde Flaming Pie, zum ersten Mal remastert, von dem Musiklabel Capitol Records als Teil der Paul McCartney Archive Collection veröffentlicht. Das Remastering erfolgte von Alex Wharton in den Abbey Road Studios. Das Design stammt von der Firma YES. Das Album erschien in verschiedenen Formaten:[9]

- Special Edition
Das Doppel-CD-Album hat ein aufklappbares Pappcover, dem ein 23-seitiges bebildertes Begleitheft beigegelegt ist, das Informationen zum Album und die Liedtexte beinhaltet. Es besteht aus dem originalen 14-Track-Album mit einer Bonus-CD, die folgende Lieder erhält:[10]

1. The Song We Were Singing (Home Recording) – 5:23
2. The World Tonight (Home Recording) – 2:25
3. If You Wanna (Home Recording) – 2:59
4. Somedays (Home Recording) – 4:13
5. Young Boy (Home Recording) – 2:21
6. Calico Skies (Home Recording) – 2:30
7. Flaming Pie (Home Recording) – 1:39
8. Souvenir (Home Recording) – 2:53
9. Little Willow (Home Recording) – 2:25
10. Beautiful Night (1995 Demo) – 4:25
11. Great Day (Home Recording) – 3:28
12. Beautiful Night (Run Through) – 4:08
13. Whole Life (Rough Mix) – 5:31
14. Heaven On A Sunday (Rude Cassette) – 4:41
15. Great Day (Acoustic) – 2:17
16. Calico Skies (Acoustic) – 2:06
17. C’mon Down C’mon Baby – 1:21
18. Looking For You – 4:39
19. Broomstick – 5:08
20. Love Come Tumbling Down – 4:22
21. Same Love – 3:55

- Deluxe Edition (5-CD/2-DVD):
 Diese Ausgabe enthält neben dem originalen Album noch weitere vier CDs mit Bonusmaterial sowie zwei DVDs mit dem Video In The World Tonight sowie Musikvideos und Specials. Die CDs und DVDs sind in einer doppel-aufklappbaren Hartpappe eingelegt, zuzüglich einem 30-seitigen Heft, das neben den Liedtexten Informationen zu dem Album und dem Bonusmaterial enthält. Weiterhin enthält die Box ein 128-seitiges bebildertes Buch, das die Entstehung des Albums dokumentiert. In diesem Buch ist ein 10-seitiges Heftchen eingelegt, das sechs Kochrezepte von Linda McCartney enthält. Ein 36-seitiges Buch, das die handgeschriebenen Notizen von John Hammel abbildet, eingelegt sind sieben Fotos. Ein Briefumschlag, der eine Ausgabe des Club Sandwich (Fan Club-Heft) beinhaltet, das sich mit dem Album befasst. Ein weiterer Umschlag enthält elf Blätter mit handgeschriebenen Liedtexten von Paul McCartney für acht Lieder sowie die aufklappbare Werbebroschüre The Flame und ein Plektrum. Der aufklappbaren Box liegt noch ein Downloadcode bei, mit der der Käufer die High-Resolution-Audioversionen der Lieder kostenlos erwerben kann.[11]

CD 1: Das originale 14-Track-Album.
CD 2 – Home Recordings
1. The Song We Were Singing (Home Recording) – 5:25
2. The World Tonight (Home Recording) – 2:26
3. If You Wanna (Home Recording) – 3:00
4. Somedays (Home Recording) – 4:15
5. Young Boy (Home Recording) – 2:22
6. Calico Skies (Home Recording) – 2:31
7. Flaming Pie (Home Recording) – 1:40
8. Souvenir (Home Recording) – 2:54
9. Little Willow (Home Recording) – 2:27
10. Beautiful Night (1995 Demo) – 4:27
11. Great Day (Home Recording) – 2:18

CD 3 – In The Studio
1. Great Day (Acoustic) – 2:18
2. Calico Skies (Acoustic) – 2:06
3. C’mon Down C’mon Baby – 1:23
4. If You Wanna (Demo) – 1:54
5. Beautiful Night (Run Through) – 4:09
6. The Song We Were Singing (Rough Mix) – 3:50
7. The World Tonight (Rough Mix) – 3:47
8. Little Willow (Rough Mix) – 2:59
9. Whole Life (Rough Mix) – 5:34
10. Heaven On a Sunday (Rude Cassette) – 4:43

CD 4 – Flaming Pies
1. The Ballad of the Skeletons – 7:54
2. Looking For You – 4:41
3. Broomstick – 5:10
4. Love Come Tumbling Down – 4:23
5. Same Love – 3:55
6. Oobu Joobu (Part 1) – 8:47
  - Part 1 enthält das Lied I Love This House (3:41)
7. Oobu Joobu (Part 2) – 8:27
  - Part 2 enthält das Lied Atlantic Ocean (6:25)
8. Oobu Joobu (Part 3) – 7:57
  - Part 3 enthält das Lied Squid (6:25)
9. Oobu Joobu (Part 4) – 5:31
  - Part 4 enthält das Lied Don’t Break the Promise (3:39)
10. Oobu Joobu (Part 5) – 8:48
  - Part 5 enthält das Lied Beautiful Night (4:02)
11. Oobu Joobu (Part 6) – 9:16
  - Part 6 enthält das Lied Love Mix (3:02)

CD 5 – Flaming Pie At The Mill
1. Intro – 2:38
2. Mellotron and Synthesizer/Mini Moog – 7:40
3. Harpsichord – 3:26
4. Celeste – 1:05
5. Piano – 1:26
6. Bill Black Bass – 3:05
7. Drums – 3:57
8. Höffner Bass – 2:15
9. Guitar – 6:06
10. Spinet – 2:16
11. Bells – 3:20
12. Control Room – 23:17

DVD 1 – In The World Tonight
DVD 2 – DVD Bonus Films
1. Beautiful Night – 5:26
2. Making Of Beautiful Night – 2:57
3. Little Willow – 3:15
4. The World Tonight (Director by Alistar Donald) – 4:18
5. The World Tonight (Director by Geoff Wonfor) – 4:16
6. Young Boy (Director by Alistar Donald) – 3:56
7. Young Boy (Director by Geoff Wonfor) – 4:00
8. Flaming Pie EPK 1 – 17:58
9. Flaming Pie EPK 2 – 17:30
10. In The World Tonight EPK – 9:35
11. Flaming Pie Album Artwork Meeting – 5:48
12. TFI Friday Performances – 7:16
13. David Frost Interview – 9:27

- Vinyl-Version (2-LP): Das originale 14-Track-Album wurde im Half-Speed-Mastering-Verfahren neu gemastert. Die Lieder wurden auf zwei Langspielplatten verteilt. Das Klappcover enthält ein 16-seitiges Heft, das die Liedtexte und Informationen zum Album enthält, weiterhin ist eine Karte beigefügt, die einen Text von Miles Showell, Mastering-Ingenieur der Abbey Road Studios, enthält.[12]

| Seite 1 1. The Song We Were Singing 2. The World Tonight 3. If You Wanna | Seite 2 1. Somedays 2. Young Boy 3. Calico Skies 4. Flaming Pie |

| Seite 3 1. Heaven on a Sunday 2. Used to Be Bad 3. Souvenir | Seite 4 1. Little Willow 2. Really Love You 3. Beautiful Night 4. Great Day |

- Vinyl-Version (3-LP): Das originale 14-Track-Album (siehe Vinyl-Version (2-LP)) nebst einer zusätzlichen Langspielplatte, die als Cover sieben rote gemalte „Flaming Pies“ abbildet. Die drei Alben befinden sich in einem weißen Pappschuber, auf dem auf der Vorderseite ein roter „Flaming Pie“ eingestanzt ist, auf der Rückseite steht in roter Handschrift Flaming Pie, ebenfalls eingestanzt.

| Seite 1 1. The Song We Were Singing (Home Recording) 2. The World Tonight (Home Recording) 3. If You Wanna (Home Recording) 4. Somedays (Home Recording) 5. Young Boy (Home Recording) | Seite 2 1. Calico Skies (Home Recording) 2. Flaming Pie (Home Recording) 3. Souvenir (Home Recording) 4. Little Willow (Home Recording) 5. Beautiful Night (1995 Demo) 6. Great Day (Home Recording) |

- Collectors Edition (4-LP/5-CD/2-DVD): Der Inhalt besteht aus der oben aufgeführten Deluxe Edition (5-CD/2-DVD) zuzüglich der Vinyl-Version (3-LP). Exklusiv enthalten ist eine 12"-Schallplatte, die auf der A-Seite das Lied The Ballad of the Skeletons beinhaltet, die B-Seite ist nicht bespielt. Weiterhin sind in der Box sechs Kunstdrucke von Linda McCartney.[13]

- Im August 2020 wurden folgende Gratis-Downloads auf der offiziellen Paul-McCartney-Homepage zur Verfügung gestellt, die bisher nicht offiziell erhältlich waren:

1. Beautiful Night (1986) – 6:14
2. Somedays (Without Orchestra) – 4:29
3. Calico Skies ('In The World Tonight' Campfire Acoustic) – 2:38

## Single-Auskopplungen

### Young Boy
Am 28. April 1997 erschien in Großbritannien die 7″-Vinyl-Single Young Boy / Looking for You in Form einer Picture-Disc und einer schwarzen Jukebox-Single; die B-Seite wurde während der Sessions zum Album Flaming Pie aufgenommen.
In den USA wurde die Single nicht veröffentlicht, es wurden aber 5″-CD-Promotionsingles hergestellt und an Radiostationen verteilt. In Großbritannien wurden ebenfalls 5″-CD-Promotionsingles mit dem Lied Young Boy hergestellt.
Weiterhin wurde in Großbritannien und Kontinentaleuropa eine 5″-CD-Single mit folgenden Liedern veröffentlicht: Young Boy / Looking for You / Oobu Joobu – Part 1: Some Folks Say Oobu – Oobu Joobu Main Theme – Fun Packed House – I Love This House – Clock Work – Paul Talks About “Young Boy” – Oobu Joobu We Love You – Oobu Joobu Main Theme.
Das Lied I Love This House wurde am 25. September 1984 unter der Produktionsleitung von Paul McCartney und David Foster aufgenommen.
In den Niederlanden erschien noch die 5″-CD-Single: Young Boy / Looking for You.
In Großbritannien wurde noch eine zweite 5″-CD-Single veröffentlicht: Young Boy / Broomstick / Oobu Joobu – Part 2: Wide Screen Radio – Oobu Joobu We Love You – Oobu Joobu Main Theme – Brilliant, What’s Next? – Atlantic Ocean – Paul McCartney Reminiscences – Bouree – Oobu Joobu We Love You – Oobu Joobu Main Theme.
Broomstick wurde während der Sessions zum Album Flaming Pie aufgenommen, während Atlantic Ocean im März 1987 aufgenommen und von Phil Ramone produziert wurde.
Alle weiteren Teile von Oobu Joobu Part 1 und 2 entstammen der gleichnamigen Radioserie.

### The World Tonight
In den USA wurde als erste Single am 6. Mai 1997 eine 5″-CD-Single mit folgenden Liedern veröffentlicht: The World Tonight / Looking for You / Oobu Joobu – Part 1: Some Folks Say Oobu – Ooobu Joobu Main Theme – Fun Packed House – I Love This House – Clock Work – Paul Talks About “Young Boy” – Oobu Joobu We Love You – Oobu Joobu Main Theme.
In Großbritannien erschien am 7. Juli 1997 die 7″-Vinyl-Picture-Disc-Single The World Tonight / Used to Be Bad.
Weiterhin wurden am 7. Juli 1997 in Großbritannien zwei 5″-CD-Singles veröffentlicht:
- The World Tonight / Used to Be Bad / Oobu Joobu – Part 3: Intro Chat Oobu – Ooobu Joobu Main Theme – Squid – Paul McCartney Talks About “The World Tonight” – Link – Oobu Joobu Main Theme.[23]

Das Instrumentallied Squid wurde am 12. November 1986 aufgenommen, Produzent war Paul McCartney.
- The World Tonight / Used to Be Bad / Oobu Joobu – Part 4: Intro Chat Oobu – Ooobu Joobu Main Theme – Link – Don’t Break the Promises – Paul McCartney Talks About Reggae – Link – Link – Oobu Joobu Main Theme.[24]

Don’t Break the Promises stammt von den Flowers-in-the-Dirt-Sessions und ist eine Gemeinschaftskomposition von Paul McCartney und Eric Stewart. Es wurde am 9. Juni 1988 aufgenommen.
In Kontinentaleuropa wurde im Juli 1997 folgende 5″-CD-Single veröffentlicht: The World Tonight / Used to Be Bad / Oobu Joobu – Part 2: Wide Screen Radio – Oobu Joobu We Love You – Oobu Joobu Main Theme – Brilliant, What’s Next? – Atlantic Ocean – Paul McCartney Reminiscences – Bouree – Oobu Joobu We Love You – Oobu Joobu Main Theme.
In den Niederlanden erschien noch die 5″-CD-Single: The World Tonight / Used to Be Bad.
Alle weiteren Teile von Oobu Joobu Part 3 und 4 entstammen der gleichnamigen Radioserie.
In den USA und Großbritannien wurden 5″-CD-Promotionsingles mit dem Lied The World Tonight hergestellt.

### Beautiful Night
Als dritte Single wurde in Großbritannien am 15. Dezember 1997 die 7″-Vinyl-Picture-Disc-Single Beautiful Night / Love Come Tumbling Down veröffentlicht.
Weiterhin wurden am 15. Dezember 1997 in Großbritannien zwei 5″-CD-Singles veröffentlicht:
- Beautiful Night / Love Come Tumbling Down / Oobu Joobu – Part 5: And Now – Oobu Joobu Main Theme – Beautiful Night Chat – Paul McCartney and Ringo Starr Chat About “Beautiful Night” – Ringo Starr Chat – Beautiful Night (Flaming Pie Mix) – Beautiful Night (Original Version) – Goodbyes – Oobu Joobu Main Theme.[30]

Das Lied Beautiful Night (Original Version) wurde am 21. August 1986 in New York in den Power Stations Studios aufgenommen, Produzenten waren Phil Ramone und Paul McCartney.
- Beautiful Night / Love Come Tumbling Down / Oobu Joobu – Part 6: This One (Jingle) – Oobu Joobu Main Theme – Oobu Joobu We Love You – Paul McCartney Chats About “Abbey Road” – Strawberry Field Forever (Pauls Solo) – Paul McCartney Chats About “Abbey Road” – Come on Baby – Paul McCartney Chats About “Abbey Road” – Come on Baby (continued) – End Chat “Abbey Road” – Okay Are You Ready (Jingle) – Love Mix – Wide Screen Radio – Goodbye – Oobu Joobu Main Theme.[31]

Love Come Tumbling Down wurde am 10. März 1987 im Studio von Paul McCartney aufgenommen, Produzent war wiederum Phil Ramone.
In Kontinentaleuropa wurde im Juli 1997 folgende 5″-CD-Single veröffentlicht: Beautiful Night / Love Come Tumbling Down / Oobu Joobu – Part 5.
In den Niederlanden erschien noch die 5″-CD-Single: Beautiful Night / Love Come Tumbling Down.
Alle weiteren Teile von Oobu Joobu Part 5 und 6 entstammen der gleichnamigen Radioserie.
In Großbritannien wurden 5″-CD-Promotionsingles mit dem Lied Beautiful Night hergestellt.

### Musikvideos
Musikvideos wurden zu den Single-A-Seiten und dem Lied Little Willow gedreht.

## Rezeption

### Chartplatzierungen
Das Album erreichte Platz 9 in den niederländischen Charts, Platz 11 in den schwedischen Charts, Platz 3 in den norwegischen Charts, Platz 14 in den japanischen Charts und Platz 9 in den australischen Charts.
Album
| ChartsChartplatzierungen       | Höchstplatzierung | Wochen |
| ------------------------------ | ----------------- | ------ |
| Deutschland (GfK)              | 6 (18 Wo.)        | 18     |
| Österreich (Ö3)                | 6 (7 Wo.)         | 7      |
| Schweiz (IFPI)                 | 8 (11 Wo.)        | 11     |
| Vereinigte Staaten (Billboard) | 2 (21 Wo.)        | 21     |
| Vereinigtes Königreich (OCC)   | 2 (19 Wo.)        | 19     |

| ChartsJahrescharts (1997)    | Platzierung |
| ---------------------------- | ----------- |
| Deutschland (GfK)            | 79          |
| Vereinigtes Königreich (OCC) | 82          |

Die 2020er Wiederveröffentlichung erreichte Platz 7 in Deutschland, Platz 14 in Großbritannien, Platz 74 in den USA, Platz 18 in Österreich und wiederum Platz 8 in der Schweiz.
Singles

| Jahr | Titel             | Höchstplatzierung, Gesamtwochen, AuszeichnungChartplatzierungen (Jahr, Titel, , Platzierungen, Wochen, Auszeichnungen, Anmerkungen) | Höchstplatzierung, Gesamtwochen, AuszeichnungChartplatzierungen (Jahr, Titel, , Platzierungen, Wochen, Auszeichnungen, Anmerkungen) | Höchstplatzierung, Gesamtwochen, AuszeichnungChartplatzierungen (Jahr, Titel, , Platzierungen, Wochen, Auszeichnungen, Anmerkungen) | Höchstplatzierung, Gesamtwochen, AuszeichnungChartplatzierungen (Jahr, Titel, , Platzierungen, Wochen, Auszeichnungen, Anmerkungen) | Höchstplatzierung, Gesamtwochen, AuszeichnungChartplatzierungen (Jahr, Titel, , Platzierungen, Wochen, Auszeichnungen, Anmerkungen) | Anmerkungen                                                   |
| Jahr | Titel             | DE | AT | CH | UK | US | Anmerkungen                                                   |
| ---- | ----------------- | --- | --- | --- | --- | --- | ------------------------------------------------------------- |
| 1997 | Young Boy         | DE55DE | AT30AT | — | UK19UK | — | Der Titel erreichte zudem Platz 22 in den kanadischen Charts. |
| 1997 | The World Tonight | — | — | — | UK23UK | US64US | Der Titel erreichte zudem Platz 14 in den kanadischen Charts. |
| 1997 | Beautiful Night   | — | — | — | UK25UK | — |                                                               |

### Auszeichnungen für Musikverkäufe
| Land/Region                  | Auszeichnungen für Musikverkäufe (Land/Region, Auszeichnung, Verkäufe) | Verkäufe |
| ---------------------------- | ---------------------------------------------------------------------- | -------- |
| Japan (RIAJ)                 | Gold                                                                   | 100.000  |
| Norwegen (IFPI)              | Gold                                                                   | 25.000   |
| Vereinigte Staaten (RIAA)    | Gold                                                                   | 500.000  |
| Vereinigtes Königreich (BPI) | Gold                                                                   | 100.000  |
| Insgesamt                    | 4× Gold ·                                                              | 725.000  |

Hauptartikel: Paul McCartney/Auszeichnungen für Musikverkäufe

## Videoveröffentlichungen
Im Oktober 1997 erschien in Großbritannien (USA: November 1997) unter dem Namen In the World Tonight eine für DVD und VHS-Videokassette produzierte Dokumentation über die Entstehung des Albums von Geoff Wonfor. Die Fertigstellung des Films erfolgte am 11. Mai 1997 und wurde am 16. Mai in den USA und am 18. Mai in Großbritannien im Fernsehen gesendet. Auf dem Film sind auch einige Musikvideos zu den Liedern von Flaming Pie zu sehen.

## Oobu Joobu

### Oobu Joobu– Die Radioshow
Zwischen dem 27. März und dem 2. September 1995 wurde in den USA eine 15-teilige Radioshow von Paul McCartney gesendet. Die Radioshow mit dem Titel Oobu Joobu wurde von Paul McCartney moderiert und von Eddy Pumer produziert. Der Moderator Paul McCartney stellte in den einzelnen Shows neben bisher unveröffentlichten eigenen Soundcheck-, Probe- und Demoaufnahmen auch unveröffentlichte Lieder sowie von Linda McCartney vorgetragene Rezepte vor. Weiterhin enthielten die Sendungen Lieder, Sketche und Interviews von anderen Künstlern.

### Oobu Joobu-Ecology
Im Mai 1997 wurde in der US-amerikanischen Ladenkette Best Buy 3000 Exemplare des Albums Flaming Pie zusammen mit dem Album Oobu Joobu-Ecology verkauft. Das Album hat eine Spieldauer von 41:55 Minuten, die einzelnen Lieder sind nicht ansteuerbar:
1. Oobu Joobu Main Theme
2. Looking for Changes – Soundcheck
3. Peace in the Neighbourhood – Soundcheck
4. Interview with Chrissie Hynde
5. Wild Life – Albumversion
6. Mother Nature’s Son – Soundcheck
7. Off the Ground – Soundcheck
8. Linda’s Recipe
9. Cow – bisher unveröffentlichtes Lied von Linda McCartney und Carla Lane
10. How Many People – Probeaufnahme übergehend in die Albumversion
11. We All Stand Together – Demoaufnahme übergehend in die Singleversion